# Boureni, Dolj
Boureni este un sat în comuna Afumați din județul Dolj, Oltenia, România. Satul se află în partea de sud a județului, în Câmpia Băileștilor (Câmpia Olteniei). În sat se află o biserică monument istoric (Biserica Sfântul Dumitru). Cel mai apropiat oraș este municipiul Băilești. Acesta se află la 58 km de Craiova și se învecinează cu localitățile: Cioroiu Nou la nord, Siliștea Crucii la nord-est, Afumați la est, Covei la sud și orașul Băilești la vest.

## Personalități
- Ioan Ionescu-Dolj (1875 - 1947), jurist.